# Vadims Žuļevs
Vadims Žuļevs (Brocēni, 1º marzo 1988) è un ex calciatore lettone, di ruolo difensore o centrocampista.

## Palmarès

### Club

#### Competizioni nazionali
- Coppa di Lettonia: 3

Daugava: 2008
Jelgava: 2013-2014
Ventspils: 2016-2017